# Растахиз
Растахиз (перс. حزب رستاخیز‎ — Партия возрождения иранской нации)
— иранская политическая партия 1975—1978, правящая структура однопартийной системы в последние годы правления шаха Мохаммеда Реза Пехлеви. Являлась государственной партией режима, инструментом шахской политики Белой революции. Стояла на позициях конституционного монархизма, правого национал-популизма, антиклерикального секуляризма и антикоммунизма. Распущена во время Исламской революции, в исламской республике запрещена.

## Предыстория
Через несколько лет после свержения левого правительства Мосаддыка, когда политическая ситуация в Иране стабилизировалась, шахский режим Мохаммеда Реза Пехлеви допустил многопартийную систему. С 1957 разрешалась деятельность консервативных, либеральных, националистических, социал-демократических организаций. Все они должны были признавать монархию, власть династии Пехлеви и основы правительственной политики. Радикальная оппозиция (коммунистическая Туде, ультралевые ОМИН и ОПФИН, исламистские группировки) оставалась под запретом.
Шахская политика авторитарной модернизации — Белая революция — нуждалась в управляемой партийной структуре: например, для проведения в меджлисе законопроектов об аграрной реформе, промышленном развитии, культурных преобразованиях, борьбе с коррупцией и т. д. С этой целью на рубеже 1950—1960-х стала формироваться своеобразная двухпартийная система. С 1957 существовала либерально-монархическая партия Мардом (Народная партия, лидер Амир Асадалла Алям). В 1963 была учреждена партия Иране новин (Новый Иран, лидер Амир Аббас Ховейда), сделавшаяся «партией власти». Шах Пехлеви заявлял, что не намерен устанавливать однопартийную систему, «подобно Гитлеру и соцстранам».
Однако в 1975 году такое решение было принято — в видах консолидации власти и подавления социальных групп, противостоящих Белой революции.

## Организация и идеология
2 марта 1975 по инициативе шаха была учреждена Партия возрождения иранской нации — Растахизе мелляте Иран, Растахиз. Учреждение единой партии однопартийной системы вызревало постепенно, но было оглашено шахом одномоментно, неожиданно даже для Ховейды. Глава государства продемонстрировал свою определяющую политическую роль.
Официально создание партии было провозглашено 1 мая 1975 на объединённом съезде Иране новин и Мардом. Также в Растахиз влились националистические партии Ираниян и Паниранисты.
Первым генеральным секретарём (председателем) Растахиз был избран премьер-министр Ирана Ховейда, его заместителями — идеолог шахского режима, заместитель директора НИРТ, директор Парс Махмуд Джафариан (бывший коммунист) и министр торговли в кабинете Ховейды Ферейдун Махдави (бывший левый националист и политзаключённый). Организационная структура Растахиз была типична для партий однопартийных систем. Высшее руководство сосредотачивалось в Политбюро и ЦК во главе с генсеком. Была сформирована разветвлённая сеть местных организаций на всех уровнях административно-территориального деления. С партией аффилировались лоялистские общественные организации, прежде всего рабочая (проправительственное профобъединение), молодёжная и женская.
Членство в Растахиз являлось обязательным для чиновников и других госслужащих, оно давало значительные преференции в социальном статусе. Партия изначально задумывалась как массовая, ставилась задача объединить в её рядах всё взрослое население страны. К 1978 году в Растахиз состояли около 5 миллионов человек, хотя в значительном большинстве случаев членство было сугубо формальным.

Концепция партии — гибрид итальянской и испанской школ фашизма — столкнулась с широкой оппозицией и была оставлена, когда противников поддержала шахбану. Тогда фашизм уступил место коммунизму. Организация стала руководствоваться принципом демократического централизма, хотя этот термин не звучал

Фашизм и коммунизм, упоминаемые как элементы «концепции партии», касались лишь организационной стороны, особо акцентируя антикоммунизм. Тремя основополагающими принципами доктрины Растахиз являлись верность монархии, верность Конституции, верность Белой революции. Партия выступала с позиций конституционного монархизма, правого иранского национализма, правого популизма и антиклерикального секуляризма.
Целью партии провозглашался развитый светский Иран. Ислам шиитского толка как религия большинства иранцев не ставился под сомнение, но идеология Растахиз была проникнута пафосом модернизации и вестернизации. Важное место занимали лозунги равноправия женщин, всеобщего образования, приобщения к мировой культуре. При этом для Растахиз был характерен культ древних персидских традиций, наследия Ахеменидов и Сасанидов, персонально Кира Великого.
На парламентских выборах 20 июня 1975 Растахиз официально получила 100 % голосов 6,8 миллионов избирателей, все 268 мест в меджлисе и все 60 мест в сенате.

## Руководство и течения
Главой Растахиз считался шах Мохаммед Реза Пехлеви, хотя он, как монарх, не являлся членом партии. Генеральными секретарями (председателями) последовательно являлись:
- Амир Аббас Ховейда (1975—1976), премьер-министр в 1965—1977
- Джамшид Амузгар (1976—1977), премьер-министр в 1977—1978
- Мохаммед Бахери (1977—1978), министр юстиции в 1978
- Джавад Сайед (1978), председатель меджлиса в 1978

Вторыми лицами, наряду с Махдави и Джафарианом, были депутат меджлиса (впоследствии министр) Мохаммед Реза Амели-Теграни и министр информации Дариуш Хомаюн.
Фактически партийное руководство осуществляли Ховейда (политическая и организационная часть) и Джафариан (идеология и пропаганда).
Внутриэлитные противоречия нашли выражение в неформальных фракциях Растахиз — Прогрессивном крыле и Конструктивном крыле. «Прогрессистов» возглавлял Джамшид Амузгар (глава МВД, затем глава правительства), «конструктивистов» — Хушанг Ансари (крупный бизнесмен, министр финансов в правительстве Ховейды и Амузгара). Первые выступали за децентрализацию управления, расширение гражданских свобод, сильную социальную политику; вторые делали упор на обеспечение экономического роста и НТП, настороженно относясь к политической либерализации. К «прогрессистам» примыкали начальник канцелярии шахбану Фарах Пехлеви профессор Хушанг Нахаванди и его сторонники из числа либеральных интеллектуалов. Они выступали за далеко идущие политические преобразования в демократическом русле.
Существование фракций поощрялось руководством. Межфракционные противоречия, выдвижение различных программ развития — в едином ключе монархической модернизации, Белой революции — использовалось как своеобразный «суррогат» многопартийности. Однако властная монополия закономерно вела к политическому застою, отрыву от реального положения в стране. Формальная массовость, достижение контрольных цифр на выборах давали поводы для самоуспокоенности и самовосхвалений. Официально от имени партии звучали заявления типа: «В истории политических организаций наши успехи и достижения не имеют прецедентов».

## Политика и конфликты
Растахиз активно противостояла многообразным социально-политическим противникам шаха — коммунистам, леворадикалам, консервативным землевладельцам, мусульманскому духовенству, массовому торговому слою базари. Партийные активисты, особенно молодёжная организация Растахиз (Ховейда называл её «мотором развития Ирана») проводили массовые акции в поддержку шаха, его правительства и его политики. Печатные органы партии вели пропагандистские кампании антикоммунистического и антиисламистского характера, против «агентов международных коммунистических центров» и «обскурантов, тянущих страну в Средневековье» (курировал эти направления идеолог и руководитель информационной политики Джафариан). Уполномоченные Растахиз присутствовали в силовых структурах, экономике, культуре, СМИ — контролируя их лояльность шаху и соответствие задачам Белой революции.
Концепция Растахиз как государственной партии предполагала интенсивное и всеохватывающее партийное вмешательство во все сферы общественной жизни. Это вызывало всё большее отторжение в стране. Растахиз всё более воспринималась как орудие авторитарного режима. Зачисление в партию зачастую было фактически принудительным и рассматривалось как дополнительная форма государственного контроля, а взимание партвзносов — как дополнительные поборы. Роль партии в шахской культурной модернизации означала смертельную вражду с духовенством и массой населения, находившейся под его влиянием — прежде всего базари.
Особое возмущение вызвала кампания «борьбы со спекуляцией». Активисты из партийной молодёжи устраивали рейды на базарах, добивались снижения цен, изымали средства в порядке налоговых поступлений. Аппарат Растахиз организовал продажу большого объёма продовольствия (зерно, мука, сахар) по заниженным ценам. Тысячи коммерсантов были арестованы и подвергнуты тюремному заключению, десятки тысяч оштрафованы. Партия провозгласила базарных торговцев «врагами государства».
Популярность партии Растахиз среди населения была настолько низкой, что даже тайная полиция САВАК не смогла сказать ничего положительного о ней. В конце 1977 года официальные лица САВАК сообщили, что «Растахиз считается зависимым от правительства, не имеет большого влияния на людей» и что «большинство офисов Растахиз практически не действуют».

## Роспуск и запрет
В январе 1978 года началась Исламская революция в Иране. Партия Растахиз как публичная часть шахской государственной системы вызывала яростную ненависть революционных масс. Атаки на партийные офисы, нападения на функционеров происходили по всей стране. Со своей стороны Растахиз под руководством Джафариана проводила контрдемонстрации в поддержку шаха, стараясь противопоставить базари промышленных рабочих. Партийные СМИ вели интенсивную пропаганду. Однако массового лоялистского движения развить не удалось. Стало очевидным, что правящая и единственно легальная партия не имела опоры в массах и функционировала как элемент государственного аппарата.
2 октября 1978 было объявлено о роспуске Растахиз. Власти рассчитывали, что такое решение хотя бы частично умиротворит протестующих, но этого не произошло. 25 октября жители Решта штурмовали штаб-квартиру САВАК и партии Растахиз. На следующий день в Хорремабаде был убит сотрудник тайной полиции и ранены несколько офицеров.
После победы Исламской революции в феврале 1979 многие функционеры Растахиз подверглись репрессиям. Ховейда, Джафариан, Сайед, Амели-Теграни были расстреляны по приговорам Исламского революционного суда под председательством Садека Хальхали. Деятельность монархических организаций, включая Растахиз, в исламской республике запрещена, принадлежность к ним преследуется в уголовном порядке.